# Prahins

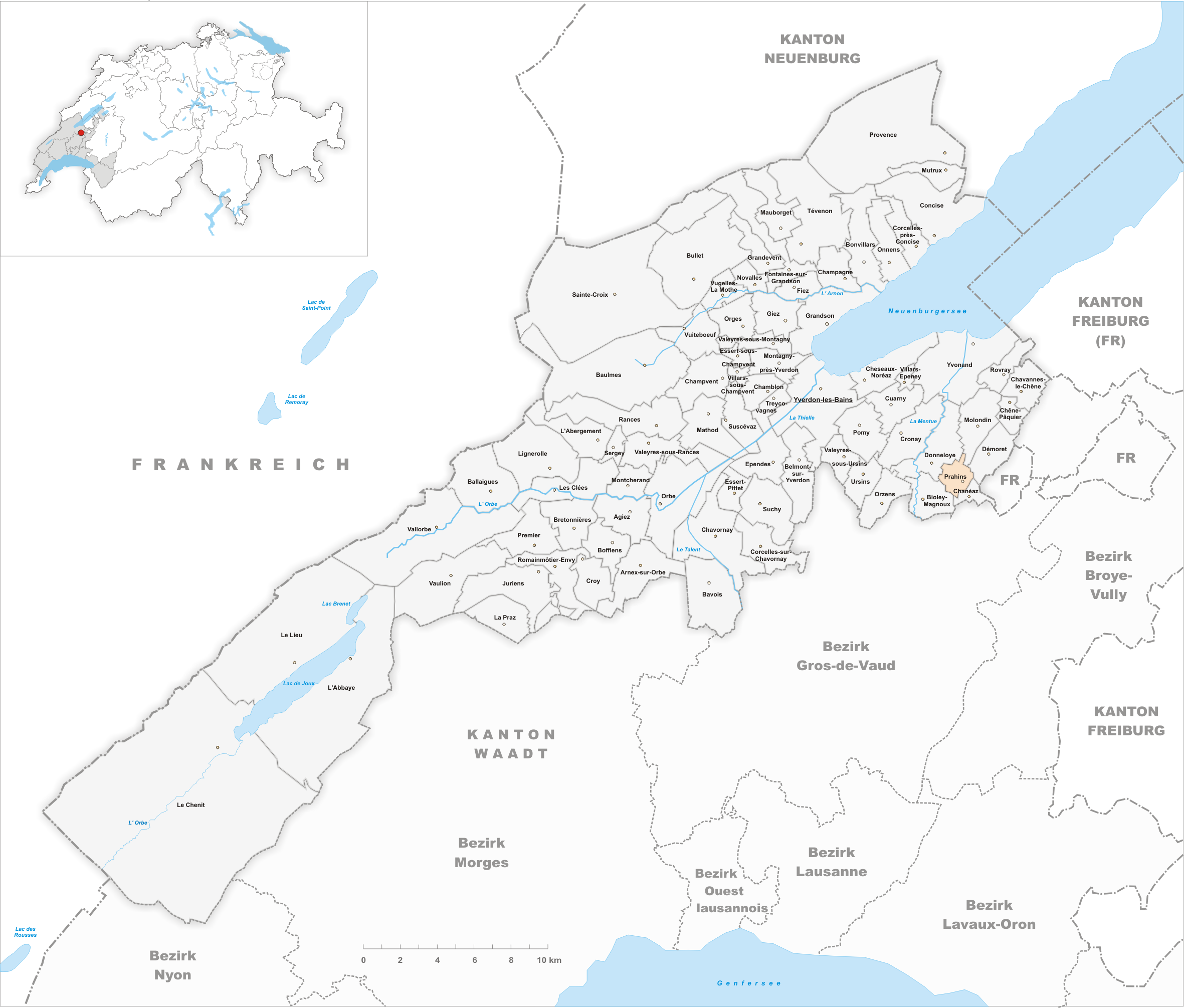
Gemeindestand vor der Fusion am 31. Dezember 2011

Prahins war bis zum 31. Dezember 2011 eine politische Gemeinde im Distrikt Jura-Nord vaudois des Kantons Waadt in der Schweiz. Seit dem 1. Januar 2012 ist sie mit Donneloye fusioniert.

## Geographie
Prahins liegt auf 693 m ü. M., neun Kilometer ostsüdöstlich der Bezirkshauptstadt Yverdon-les-Bains (Luftlinie). Das Strassenzeilendorf erstreckt sich auf einem Geländevorsprung im Molassehügelland des nördlichen Waadtländer Mittellandes, östlich des Tals der Mentue.
Die Fläche des 2,4 km² grossen ehemaligen Gemeindegebiets umfasst einen kleinen Abschnitt des Hügellandes zwischen dem Neuenburgersee und dem Broyetal. Der nach Westen geneigte Hang von Prahins wird im Nordosten vom Bach Flonzel begrenzt. Oberhalb des Dorfes wird mit 740 m ü. M. der höchste Punkt von Prahins erreicht. Im Süden erstreckt sich der ehemalige Gemeindeboden in den Wald Bois de la Faye, im Südwesten beginnt ein steiles Tal, das rasch zum Bach Les Vernettes abfällt, welcher die Westgrenze bildet. Im nordwestlichen Gemeindeteil befinden sich die Waldhöhe Bois de la Dame (680 m ü. M.) und der Saumont (ebenfalls 680 m ü. M.). Von der ehemaligen Gemeindefläche entfielen 1997 4 % auf Siedlungen, 26 % auf Wald und Gehölze und 70 % auf Landwirtschaft.

## Bevölkerung
Mit 123 Einwohnern (Stand: 31. Dezember 2012) gehört Prahins zu den kleinen ehemaligen Gemeinden des Kantons Waadt. Von den Bewohnern sind 92,1 % französischsprachig, 6,4 % deutschsprachig und 1,6 % englischsprachig (Stand 2000). Die Bevölkerungszahl von Prahins belief sich 1900 auf 175 Einwohner. Nachdem die Bevölkerung bis 1970 um mehr als 50 % auf 79 Personen abgenommen hatte, wurde seither wieder eine deutliche Bevölkerungszunahme registriert.

## Wirtschaft
Prahins lebt noch heute hauptsächlich von der Landwirtschaft, insbesondere vom Ackerbau und von der Viehzucht. Ausserhalb des primären Sektors gibt es nur wenige Arbeitsplätze im Dorf. Einige Erwerbstätige sind auch Wegpendler, die vor allem in Yverdon ihrer Arbeit nachgehen.

## Verkehr
Die ehemalige Gemeinde ist verkehrstechnisch recht gut erschlossen. Sie liegt an der Hauptstrasse von Yverdon nach Moudon, die bei Prahins eine lokale Ortsumfahrung besitzt. Durch einen Postautokurs, der von Yverdon nach Thierrens verkehrt, ist Prahins an das Netz des öffentlichen Verkehrs angebunden.

## Geschichte
Die erste urkundliche Erwähnung des Ortes erfolgte 1187 unter dem Namen Prehens. Nicht näher bekannt ist die Herkunft des Ortsnamens. Prahins gehörte im Mittelalter zur Herrschaft Donneloye. Mit der Eroberung der Waadt durch Bern im Jahr 1536 gelangte das Dorf unter die Verwaltung der Vogtei Yverdon. Nachdem das bis in die zweite Hälfte des 18. Jahrhunderts in sieben Lehen aufgesplitterte Gemeindegebiet zusammengefügt wurde, bildete Prahins kurzzeitig eine eigene kleine Herrschaft. Nach dem Zusammenbruch des Ancien Régime gehörte das Dorf von 1798 bis 1803 während der Helvetik zum Kanton Léman, der anschliessend mit der Inkraftsetzung der Mediationsverfassung im Kanton Waadt aufging. 1798 wurde es dem Bezirk Yverdon zugeteilt.

## Sehenswürdigkeiten
Die reformierte Kirche von Prahins wurde 1900 im Stil der Neuromanik erbaut. Im Ort sind einige stattliche Bauernhäuser aus dem 17. bis 19. Jahrhundert erhalten. Ferner besitzt Prahins eine alte Dreschmaschine, die von Pferden betrieben wird.